# Saarlandmuseum

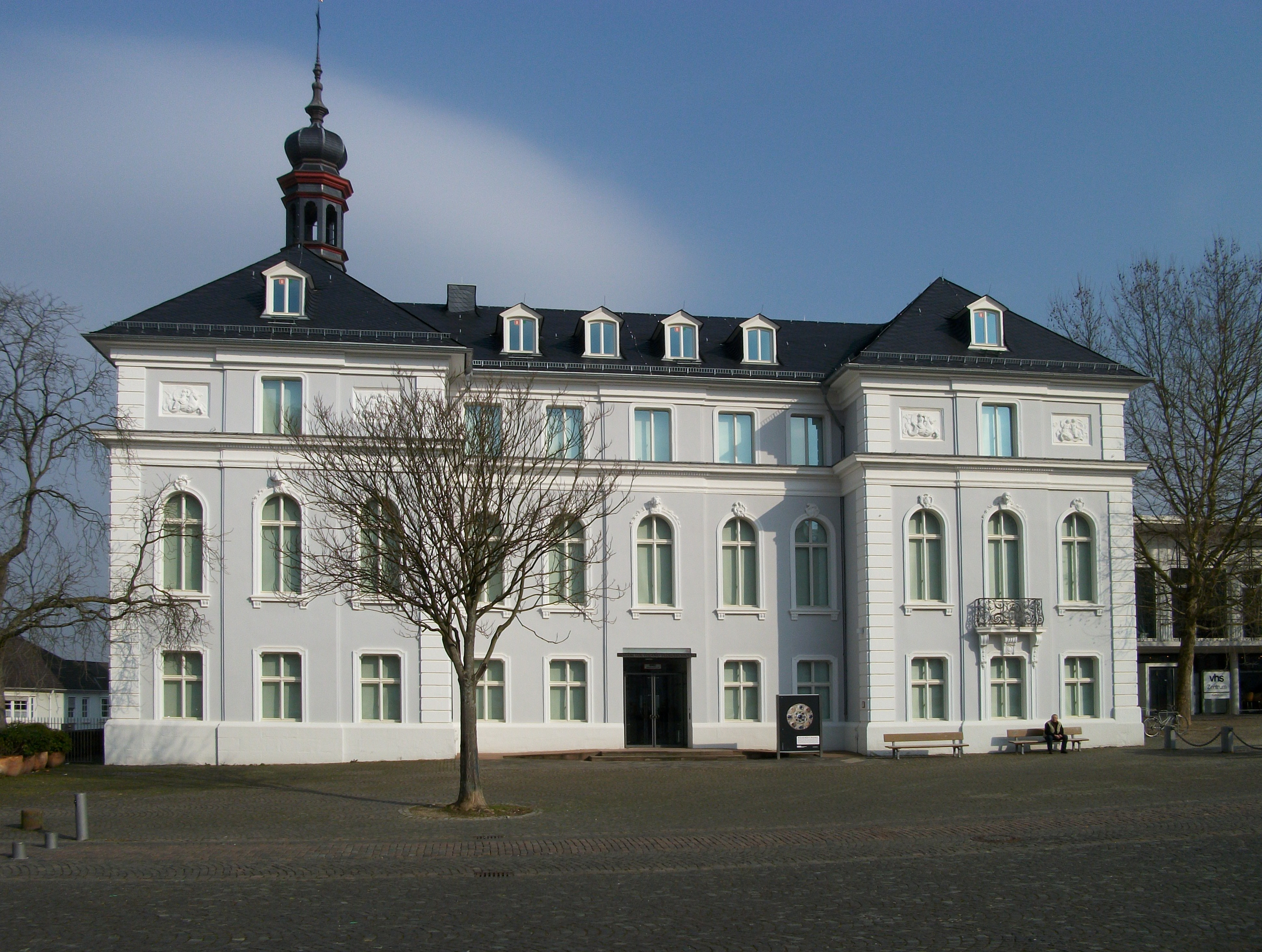
Museumsgebäude am Schlossplatz (2011)

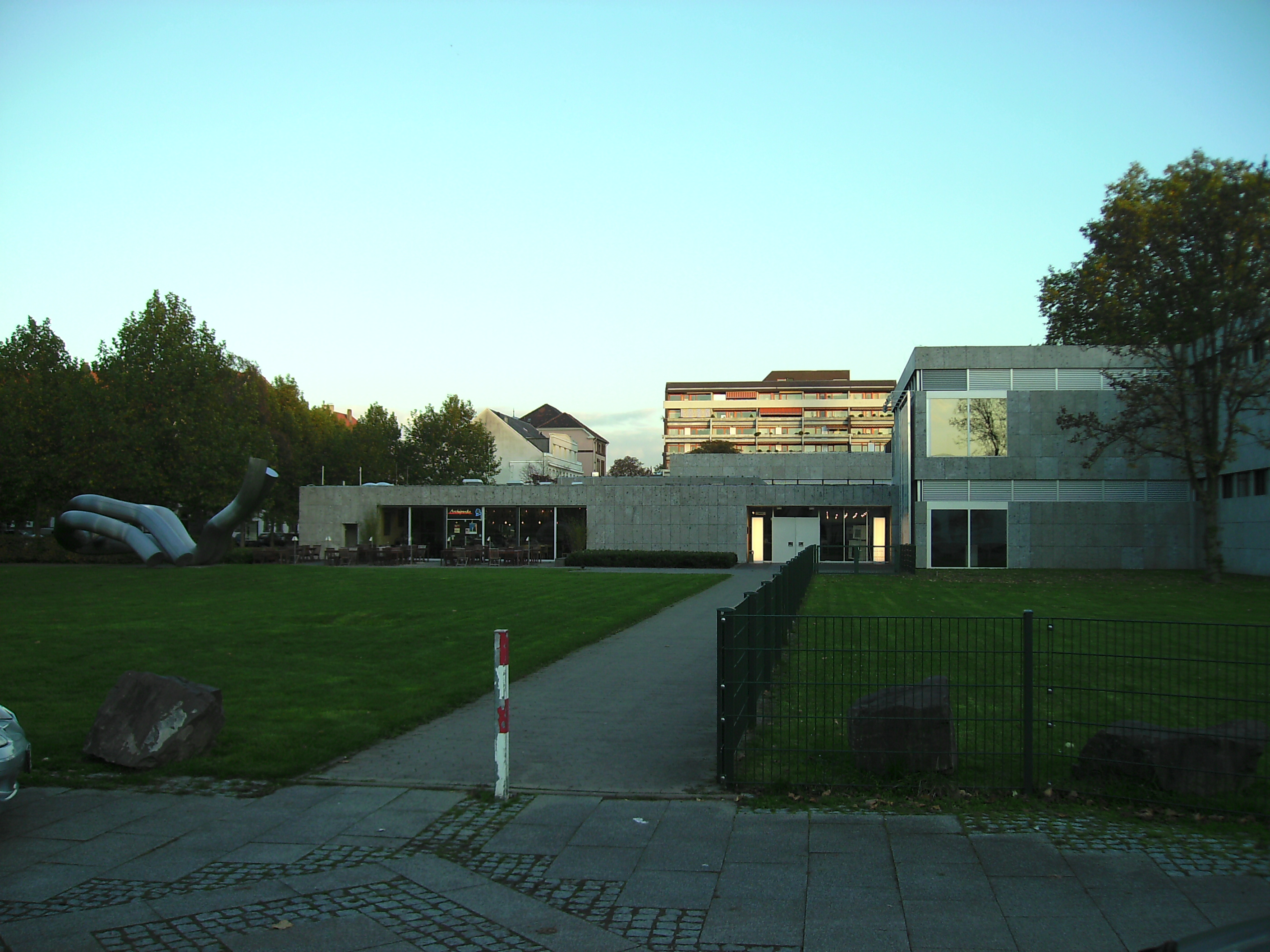
Moderne Galerie, Eingangssituation vor Bau des 4. Pavillons (2008)

Das Saarlandmuseum ist ein Museum in der saarländischen Landeshauptstadt Saarbrücken, das von der Stiftung Saarländischer Kulturbesitz getragen wird. Es hat zurzeit drei Standorte mit jeweils verschiedenen Schwerpunkten.

## Geschichte
Einer der Vorgänger des Museums war das Staatliche Museum Saarbrücken, das in der Weimarer Republik eine bedeutende Sammlung moderner Kunst aufgebaut hatte. Aus diesem Bestand wurde von den Nazis 1937 in der Aktion „Entartete Kunst“ eine große Zahl von Werken beschlagnahmt, viele davon vernichtet.

## Leitung
Rudolf Bornschein, dem ersten Direktor der Modernen Galerie, ist der Aufbau einer Sammlung expressionistischer Kunst zu verdanken. Sein Nachfolger war Georg W. Költzsch dessen Engagement für das Informel die Sammlung in diese Richtung besonders prägte. Ihm folgte Ernst-Gerhard Güse der bedeutende Ausstellungen zu den Werken von Jean Dubuffet, Giorgio Morandi und Arnulf Rainer zeigte und den bisherigen hohen Rang des Museums und seiner Sammlungen unterstrich.
Der ehemalige Direktor Ralph Melcher wurde im Oktober 2011 wegen grober Pflichtverletzung fristlos entlassen, nachdem die Staatsanwaltschaft Ermittlungen gegen ihn wegen Veruntreuung öffentlicher Gelder in die Wege geleitet hatte. Kommissarischer Direktor des Museums war von Mai 2011 bis April 2013 der Kunsthistoriker und Generaldirektor des Weltkulturerbes Alte Völklinger Hütte Meinrad Maria Grewenig. Im Dezember 2013 wurde Roland Mönig neuer Direktor. Unter seiner Leitung wurde das Museum fertiggestellt und im November 2018 wiedereröffnet. Nachdem Mönig im April an das Von-der-Heydt-Museum in Wuppertal gewechselt war, wurde Andrea Jahn im Juli 2020 neue Museumsleiterin. Im März 2024 einigten sich Streichert-Clivot und Jahn auf eine vorzeitige Auflösung des Vertrages zum 1. Mai 2024.
Am 18. Dezember 2024 wurde bekannt, dass die Direktorin der Kunsthalle Emden Lisa Felicitas Mattheis zum 1. Mai 2025 kunst- und kulturwissenschaftliche Vorständin der Stiftung Saarländischer Kulturbesitz wird und damit u. a. die Leitung des Saarlandmuseums übernehmen wird.

## Standorte

### Museum in der Schlosskirche
Das in der Saarbrücker Schlosskirche untergebrachte Museum zeigt sakrale Kunst vom Mittelalter bis ins 19. Jahrhundert. Beachtenswert sind auch die barocken Fürstengräber und die farbenprächtigen Fenster von Georg Meistermann. Die Schlosskirche wurde 2004 modernisiert und mit einem neuen gläsernen Erschließungstrakt, der an der Südseite des Chores angebracht ist, mit der „Alten Sammlung“ im Kreisständehaus verbunden. Weiterhin nutzt die Hochschule für Musik Saar die Räumlichkeiten der Schlosskirche als ständige Spielstätte für musikalische Aufführungen. Im Kirchenschiff der Schlosskirche werden seit 2012 auch zeitgenössische Kunstausstellungen durchgeführt, so etwa von Roland Fischer und Eberhard Bosslet.

### Alte Sammlung

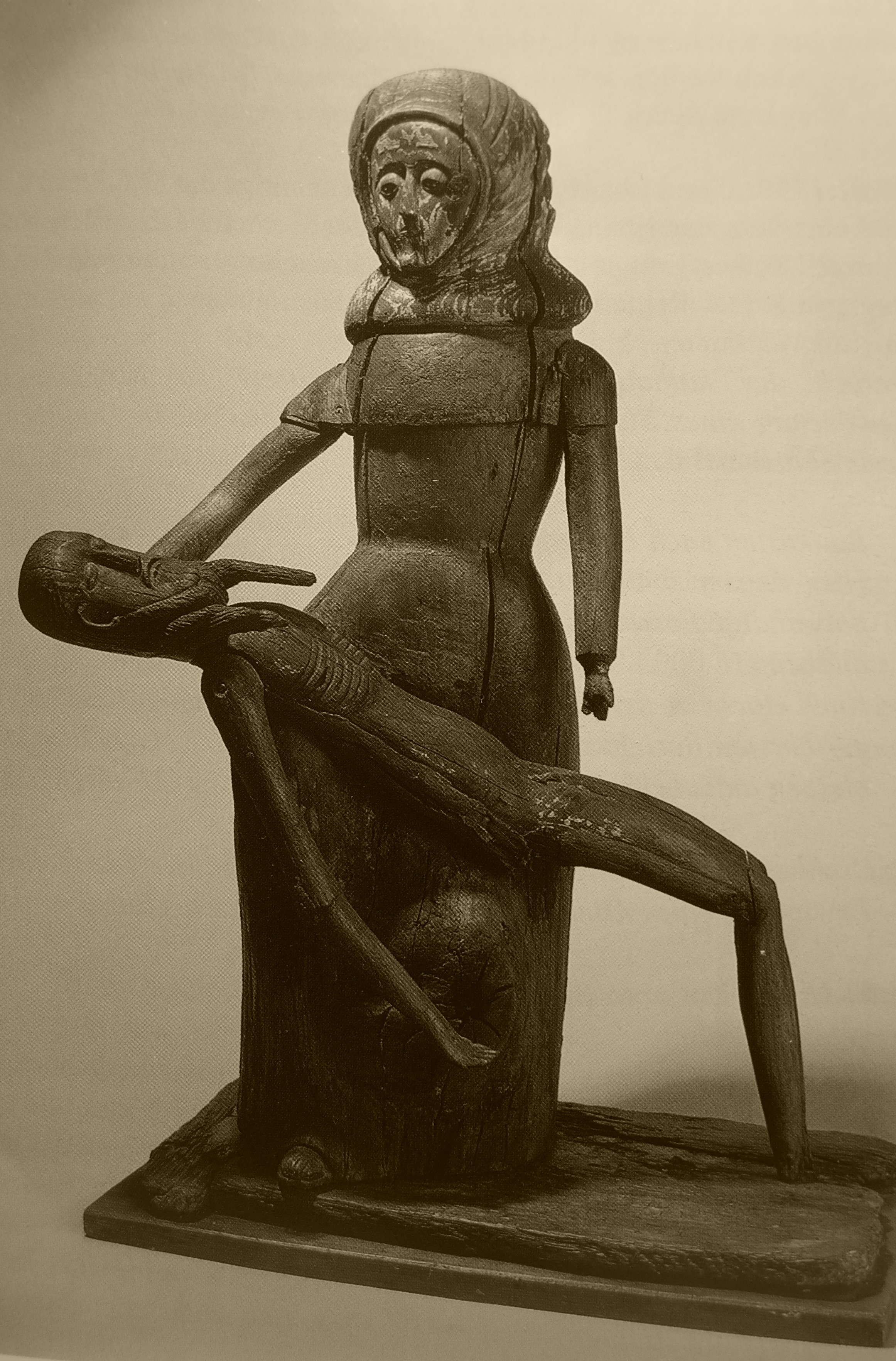
Dieffler Pietà, Holzplastik aus der ehemaligen Dieffler Wendelinkapelle, vermutlich 16. bis 18. Jh., Maße 78 × 56 × 30 cm, (Saarlandmuseum, Alte Sammlung, Depot, I-Nr. KII-63)

Die Alte Sammlung ist im Kreisständehaus neben dem Saarbrücker Schloss untergebracht und konzentriert sich auf Künstler des 16. bis 19. Jahrhunderts. Darunter sind niederländische Maler wie Abraham Mignon, Joos de Momper, Gillis van Coninxloo oder Johann Boumann mit Landschaftsbildern und Stillleben aus dem 16. und 17. Jahrhundert vertreten. Daneben sind aber auch regionale Künstler wie Johann Christian von Mannlich zu sehen. Die Sammlung ist thematisch nach verschiedenen Richtungen der Malerei gegliedert. Eine Präsentation von Silber- und Porzellanobjekten, Münzen, Miniaturen und Möbel ergänzen die Sammlung.

### Moderne Galerie
Der Bau der Modernen Galerie entstand nach Plänen des Architekten Hanns Schönecker zwischen 1965 und 1978 am Ufer der Saar neben dem Saarländischen Staatstheater. Zunächst standen drei miteinander verbundenen Pavillons zur Verfügung, ein vierter Pavillon wurde über Jahrzehnte geplant. 2007 begann eine von Skandalen geprägte Bauphase. Diese „wurde zum kulturpolitischen Desaster, die Kosten explodierten, es gab Fälle von Veruntreuung und Korruption, Entlassungen, eine aufgebrachte Bevölkerung und schließlich Baustopp.“ Nachdem das Projekt 2013 vom Architekturbüro Kuehn Malvezzi übernommen worden war, konnte der vierte Pavillon 2017 eröffnet werden.
Die Moderne Galerie zeigt die Kunst vom 19. Jahrhundert bis hin zur Gegenwart. Zu den bedeutendsten Werkgruppen zählen Werke der Berliner Secession, des Expressionismus und der informellen Kunst. Die umfangreiche Grafische Sammlung besitzt rund 18.000 Arbeiten auf Papier. Zum Bestand gehört auch eine Sammlung mit Fotografien, die durch den Nachlass von Monika von Boch, einer Schülerin von Otto Steinert, ihr Profil erhält. Weiterhin besitzt das Saarlandmuseum eine umfangreiche Sammlung mit Werken des Künstlers Alexander Archipenko. Zudem finden regelmäßig Wechselausstellungen mit moderner und zeitgenössischer Kunst statt.
Bereits in den 1960er Jahren wurde südlich der Modernen Galerie oberhalb des Willi-Graf-Ufers ein Skulpturengarten angelegt.

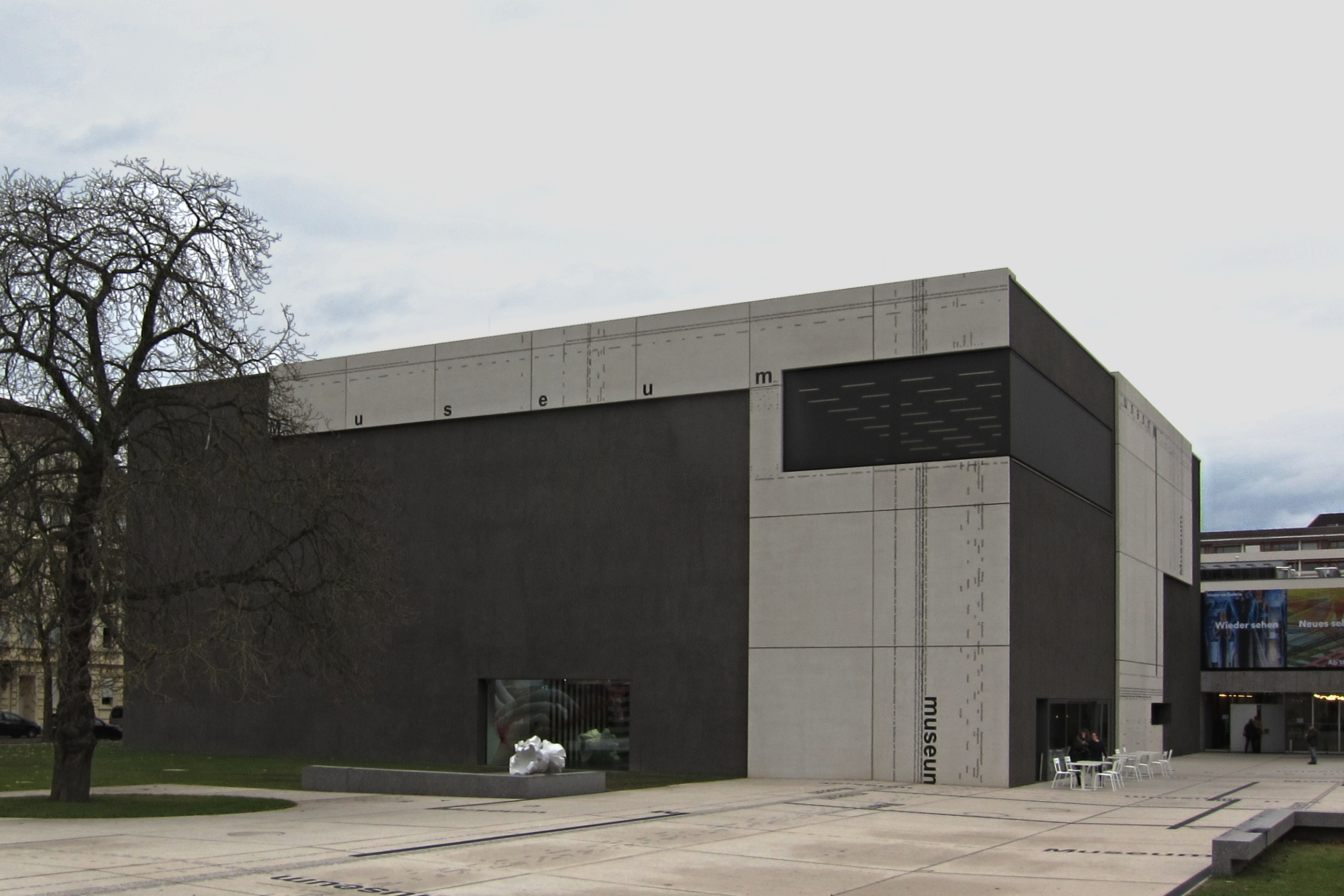
Vierter Pavillon der Modernen Galerie
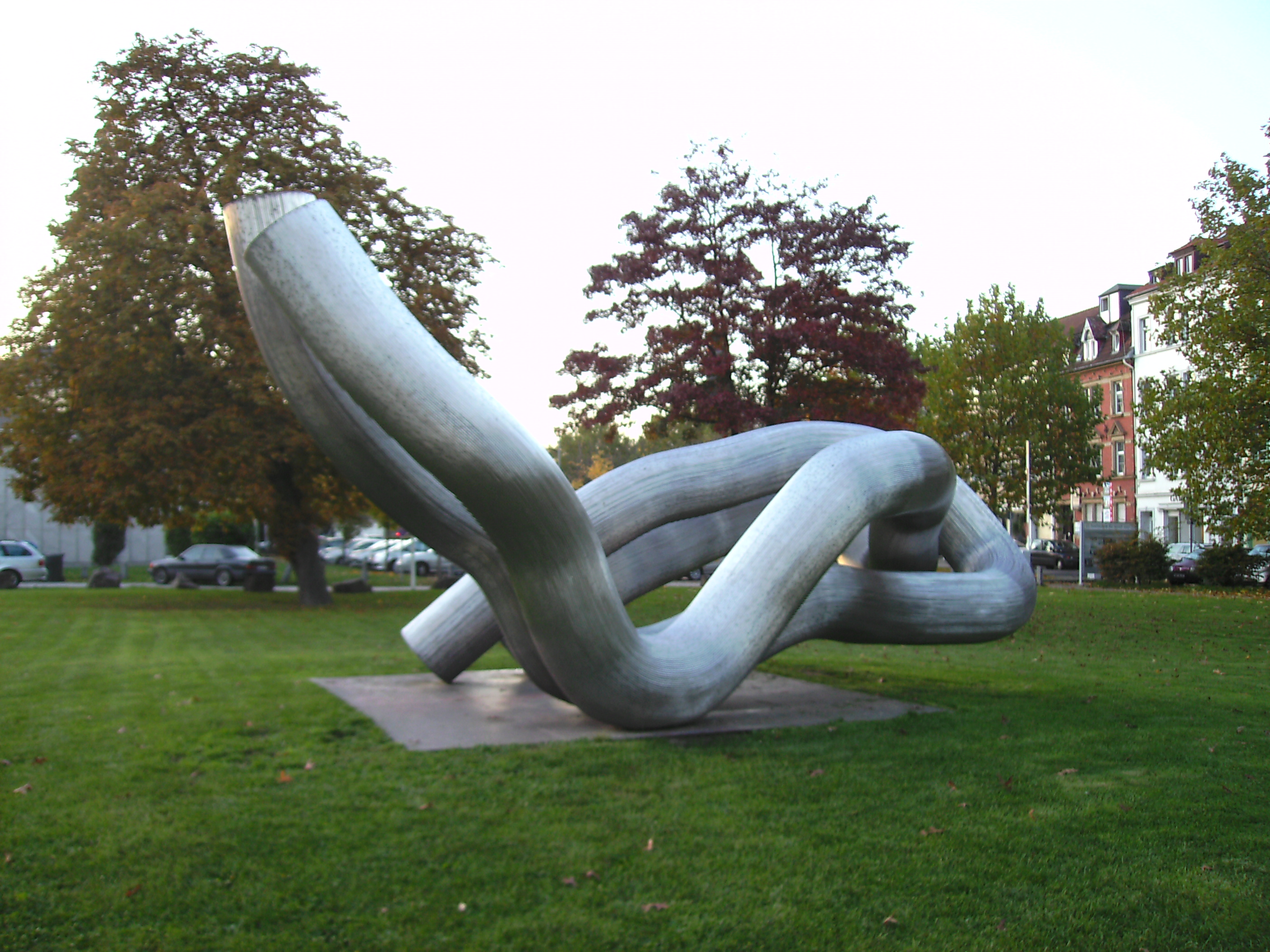
Moderne Galerie, Außenbereich: Plastik „Große Gaia“ von Matschinsky-Denninghoff
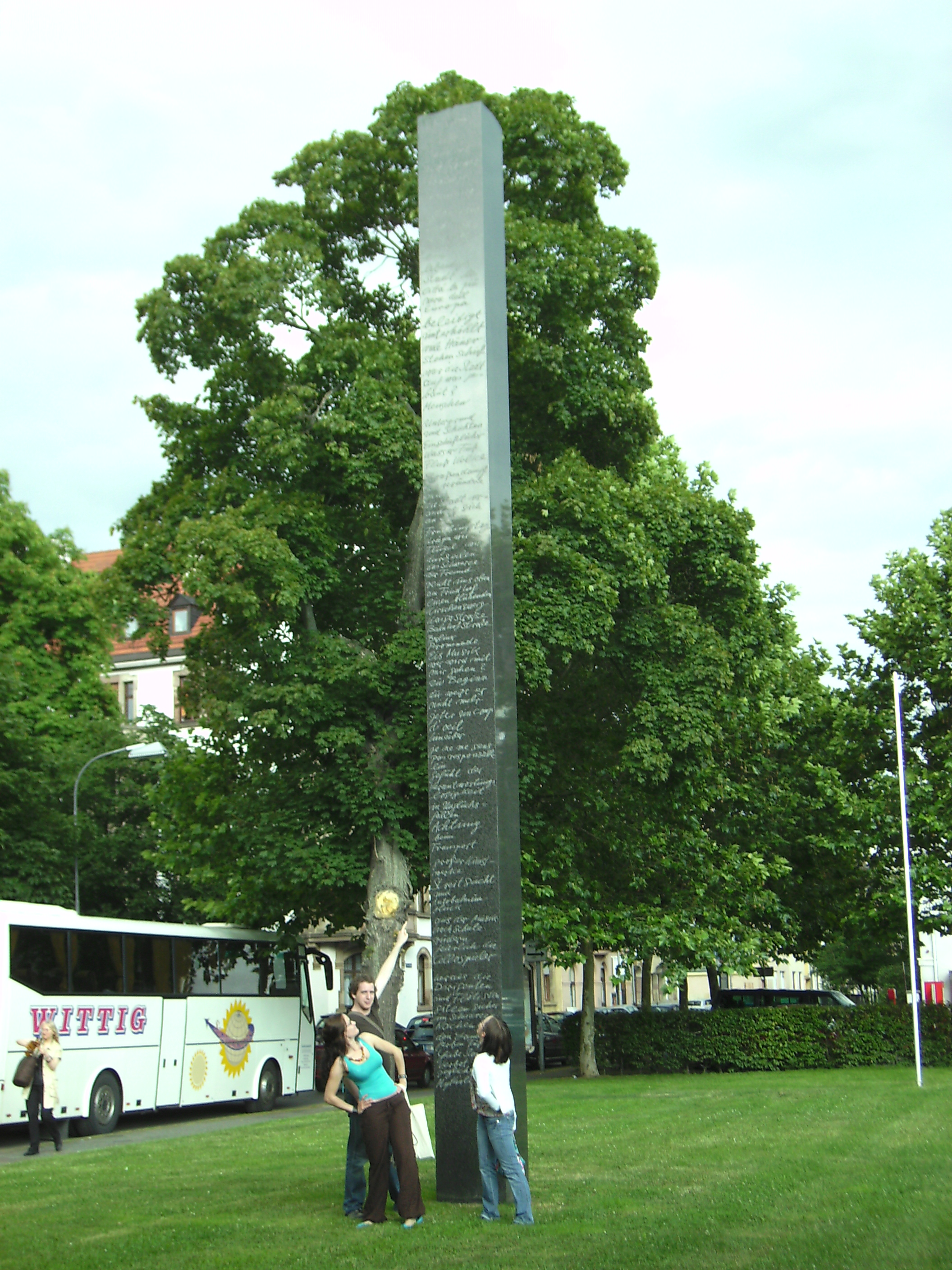
Stele von Leo Kornbrust mit Texten von Felicitas Frischmuth
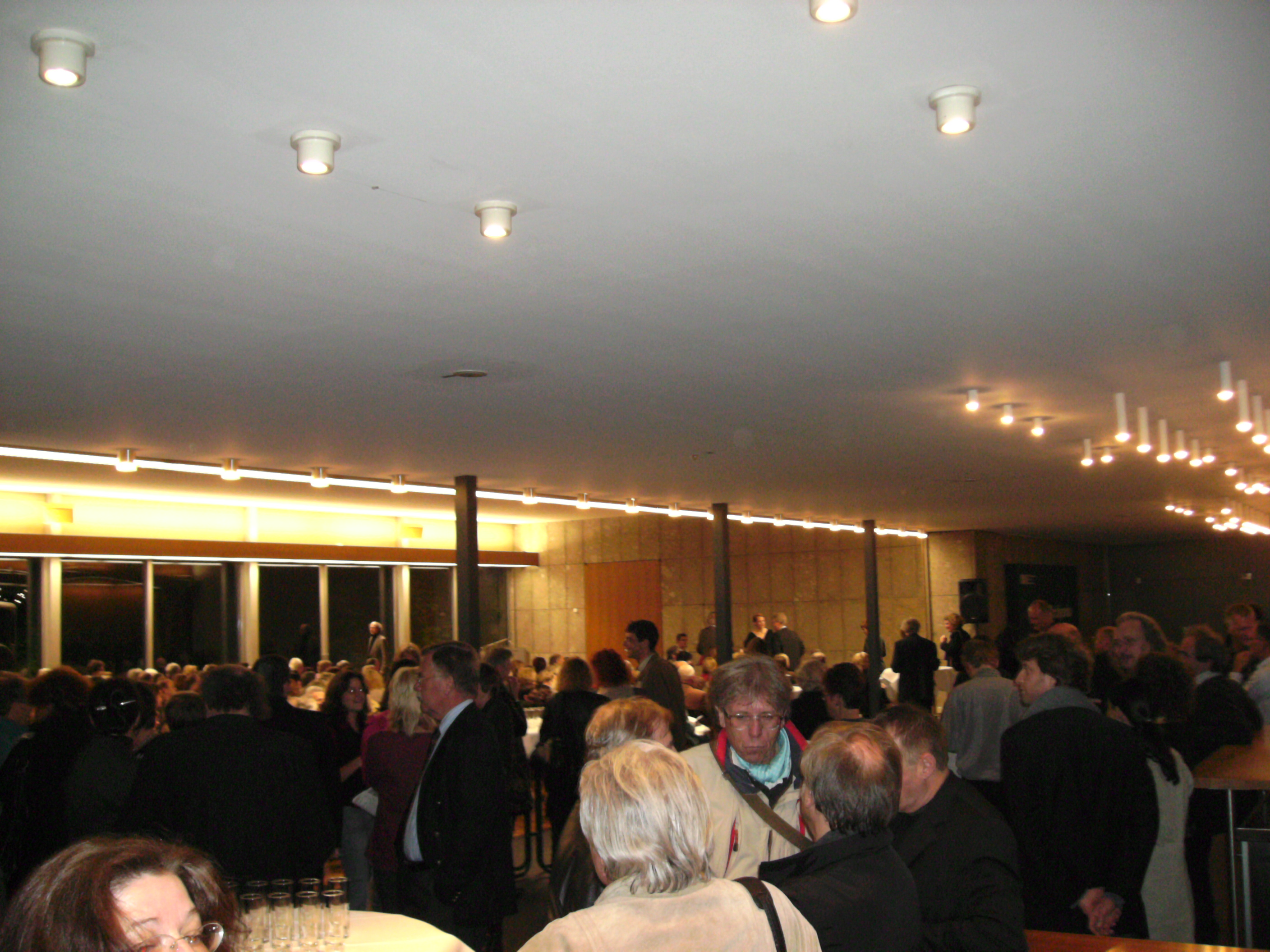
Moderne Galerie, Innenräume bei Ausstellungseröffnung
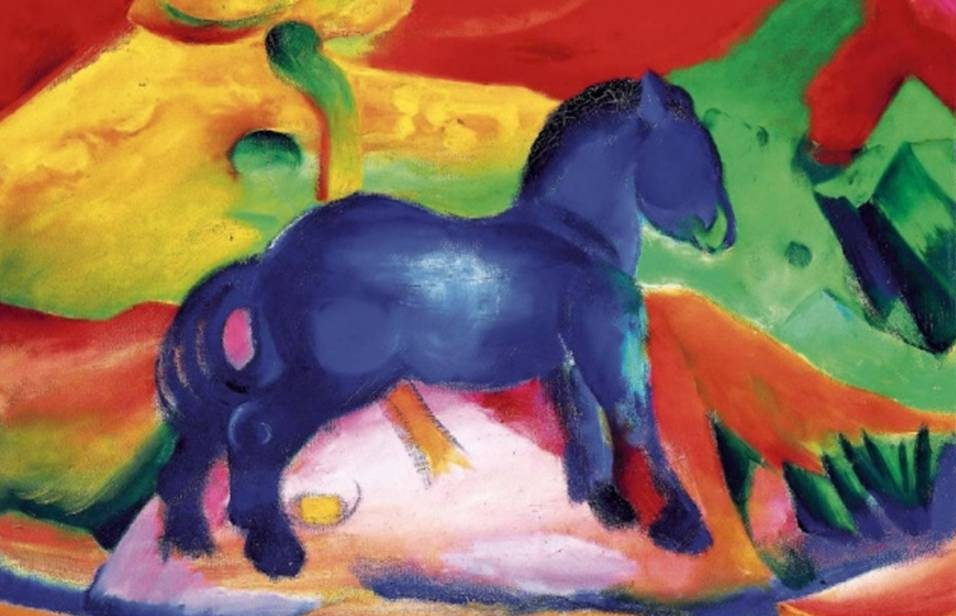
„Blaues Pferdchen“ von Franz Marc (1912) in der Modernen Galerie
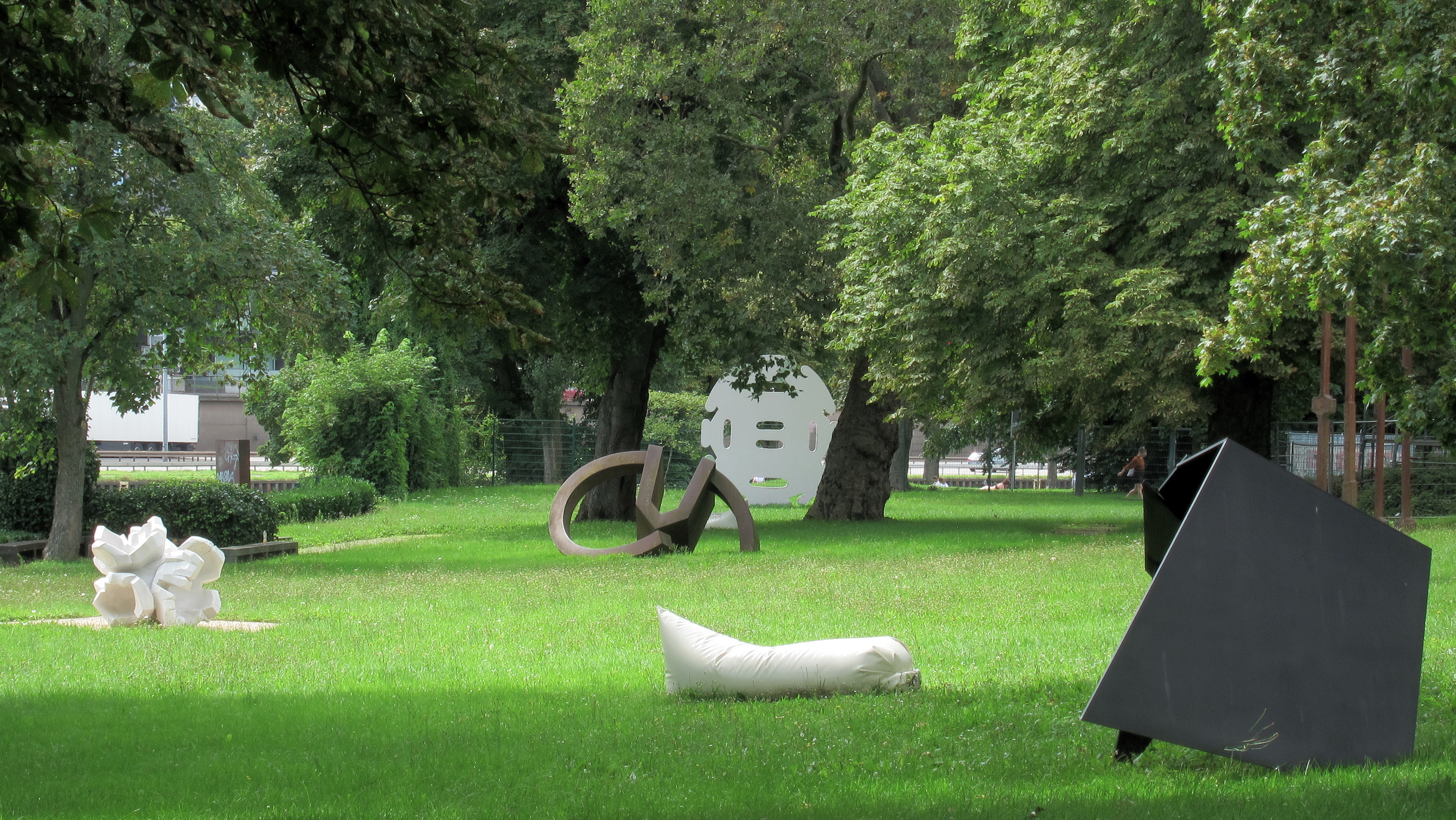
Blick in den Skulpturengarten von Osten

## Sonderausstellungen (Auswahl)
- 1941: Zwischen Westwall und Maginot-Linie
- 1989: Paris: Kunst der 50er Jahre – Artaud, Chaissac, Dubuffet, Fautrier, Michaux, Requichot, Wols. (30. April bis 25. Juni 1989)
- 1990: Paul Klee. Wachstum regt sich: Klee Zwiesprache mit der Natur (25. März bis 27. Mai 1990)
- 1991: Henri Matisse. Zeichnungen und Skulpturen (12. Mai bis 7. Juli 1991)
- 1992: Max Slevogt. Gemälde, Aquarelle, Zeichnungen (26. Juli bis 20. September 1992)
- 1993: Giorgio Morandi: Gemälde, Aquarelle, Zeichnungen, Radierungen (31. Januar bis 21. März 1993)
- 1993: Boris Kleint Retrospektive (11. Juli bis 19. September 1993)
- 1994: Baselitz: Werke 1981–1993 (13. Februar – 4. April 1994)
- 1995: Gotthard Graubner: Malerei (14. Mai bis 16. Juli 1995)
- 1997: Oskar Holweck: von Tag zu Tag; Tuschen 1956–1959 (23. März bis 1. Juni 1997)
- 1999: Jean Dubuffet. Figuren und Köpfe. Auf der Suche nach einer Gegenkultur (12. September 1999 bis 14. November 1999)
- 2001: Jürgen Liefmann. Zeichnungen (18. November 2001 bis 13. Januar 2002)
- 2010: Katja Strunz. Im Geviert (3. Juli bis 26. September)
- 2010: Fotosynthesen. Fotografische Arbeiten von Joachim Lischke und André Mailänder (4. September bis 7. November)
- 2010/2011: Karl Schmidt-Rottluff. Landschaften und Stillleben (6. November 2010 bis 23. Januar 2011)
- 2011: Der Zauber der Landschaftszeichnungen aus dem Besitz der Alten Sammlung
- 2011/2012: Pilger. Unterwegs fürs Seelenheil?!, Saarlandmuseum in der Schlosskirche (16. September bis 27. November 2011)Ausstellung „Pilger – Unterwegs fürs Seelenheil?!“ in Saarbrücken (Memento vom 3. Dezember 2015 im Internet Archive)
- 2012: Roland Fischer New Photography 1984–2012, Moderne Galerie (3. Juni bis 4. November 2012)Roland Fischer – New Photography 1984–2012 (Memento vom 19. Februar 2013 im Webarchiv archive.today)
- 2012/2013: Michael Seyl: Gelb, Rot, Blau, Saarlandmuseum am Schlossplatz (18. Mai 2012 bis 31. Dezember 2013)Michael Seyl – Gelb Rot Blau (Memento vom 19. Februar 2013 im Webarchiv archive.today)
- 2012/2013: 100 Jahre – Das Blaue Pferdchen, Saarlandmuseum am Schlossplatz (12. Juli 2012 bis 6. Januar 2013)100 Jahre – Das Blaue Pferdchen (Memento vom 19. Februar 2013 im Webarchiv archive.today)
- Saarland – Kunst der 50er Jahre, Moderne Galerie (24. November 2012 bis 7. April 2013)Saarland – Kunst der 50er Jahre (Memento vom 21. Februar 2013 im Webarchiv archive.today)
- 2012/2013: Eberhard Bosslet: Dingsda, Moderne Galerie (16. Dezember 2012 bis 20. Juni 2013)Eberhard Bosslet – Dingsda (Memento vom 21. Februar 2013 im Webarchiv archive.today)
- 2015/16: Franz Gertsch, Moderne Galerie
- 2017/2018: Pae White: Spacemanship, Moderne Galerie (18. November 2017 bis 2. April 2018)
- 2018/19: 1718–2018: Wilhelm Heinrich von Nassau-Saarbrücken – Staatsmann – Feldherr – Städtebauer, Alte Sammlung (27. Oktober 2018 bis 24. Februar 2019)
- 2019/20: in der Modernen Galerie: Rodin / Nauman (21. September 2019 bis 26. Januar 2020)
- 2020/21: in der Modernen Galerie: Die Brücke im Atelier
- 2021: in der Modernen Galerie: Claire Morgan. Joy the Pain
- 2021/22: in der Modernen Galerie: Lovis Corinth – Das Leben, ein Fest! (mit dem Belvedere (Wien))
- 2022: in der Modernen Galerie: Katharina Grosse. Wolke in Form eines Schwertes
- 2023/24 in der Modernen Galerie: Women – Life – Freedom. Künstlerinnen aus dem Iran
- 2024: in der Modernen Galerie: Daniel Hausig. Sunset Guest House
- 2024/25: in der Modernen Galerie: Marc Chagall. Die Heilige Schrift
- 2024/25: in der Modernen Galerie: Oskar Holweck. Form und Textur. Retrospektive zum 100. Geburtstag
- 2025: in der Modernen Galerie: Monika Sosnowska
- 2025: Radikal! Künstlerinnen* und Moderne 1910–1950

## Kataloge (Auswahl)
- Gebr. Röchling Bank (Hrsg.): Neuerwerbungen für die Moderne Galerie. Katalog zur Ausstellung im Saarlandmuseum von Courbet bis Santomaso eine Auswahl, Saarbrücken 1966.
- Deutsches Informel. Symposion Informel. K.F. Dahmen, K. O. Götz, Gerhard Hoehme, Bernard Schultze, Emil Schumacher, K. R. H. Sonderborg, Fred Thieler. Herausgeber: Georg W. Költzsch, Berlin, Edition Galerie Georg Nothelfer, 1986, 2. Auflage, 294 Seiten, ISBN 3-87329-923-2.
- Gerhard Hoehme. L'Etna Mythos und Wirklichkeit. Saarlandmuseum, Saarbrücken 1990.
- Bernard Schultze. Werke aus der Sammlung Rugo und dem Atelier des Künstlers. Herausgeber: Ralph Melcher, Saarlandmuseum, Hatje Cantz, Ostfildern 2005, ISBN 978-3-7757-1637-6.
- Die Brücke in der Südsee – Exotik der Farbe. Herausgeber: Ralph Melcher, Katalog zur Ausstellung im Saarlandmuseum, Saarbrücken 2005, ISBN 978-3-7757-1680-2.
- Ulrike Rosenbach. figur/natur. Katalog zur Ausstellung im Saarlandmuseum, Zweibrücken 2007.
- Jürgen Liefmann. Zeichnungen. Saarlandmuseum, Saarbrücken 2001, ISBN 3-932036-13-1.